# 1996 TK15
1996 TK15 är en asteroid i huvudbältet som upptäcktes den 9 oktober 1996 av de båda japanska astronomerna Seiji Ueda och Hiroshi Kaneda i Kushiro.
Den tillhör asteroidgruppen Eunomia.